# Bodenkirchen
Bodenkirchen là một đô thị thuộc huyện Landshut trong bang Bayern nước Đức. Đô thị Bodenkirchen có diện tích 62 km², dân số thời điểm ngày 31 tháng 12 năm 2006 là 5375 người.